# Малые Окнины
Малые Окни́ны (укр. Малі Вікнини) — село в Вишневецкой поселковой общине Кременецкого района Тернопольской области Украины.
До 2020 года входило в Збаражский район.
Код КОАТУУ — 6122481203. Население по переписи 2001 года составляло 487 человек.

## Географическое положение
Село Малые Окнины находится в 1,5 км от левого берега реки Горынь,
на расстоянии в 0,5 км от села Великие Окнины.
По селу протекает пересыхающий ручей.

## История
- 1445 год — дата основания.

## Объекты социальной сферы
- Школа I ст.
- Дом культуры.
- Фельдшерско-акушерский пункт.